# Campionatele naționale de ciclism 2011
Campionatele naționale de ciclism ediția 2011 s-au desfășurat în perioada 23–26 iunie în zona localității Izvorul Mureșului din Județul Harghita. În cadrul acestora s-a decernat titlurile de campioni naționali la contratimp individual și fond, la categoriile cadeți, juniori, under 23 și elite.
Cursele de contratimp individual s-au desfășurat Vineri 24 iunie, iar cursele de fond s-au desfășurat Sâmbătă 25 iunie pentru cadeți și juniori și Duminică 26 iunie pentru categoriile under 23 și elite.

## Contratimp individual
Gheorghieni – Bucin, 35 km
|   | Ciclist           | Echipa                 | Timpul  |
| - | ----------------- | ---------------------- | ------- |
| 1 | Andrei Nechita    | Trevigiani             | 46:13,7 |
| 2 | Ștefan Morcov     | Mazicon București      | +2m 10s |
| 3 | Lars Pria         | Rad Club ARBO          | +2m 45s |
| 4 | Marian Frunzeanu  | Petrolul Ploiești      | +3m 13s |
| 5 | Mihail Rusu       | Dinamo București       | +3m 23s |
| 6 | Filip Grigorescu  | Bilal Constanța        | +4m 39s |
| 7 | Marius Petrache   | Procycling Geiger Team | +4m 48s |
| 8 | Florin Leonte     | Olimpia                | +6m 55s |
| 9 | Cristian Doicescu | Bilal Constanța        | +8m 22s |
| — | Florin Saveliu    | Mazicon București      | DNF     |
| — | Moise Viorel      | C.S.M. Brăila          | DNS     |
| — | Alexandru Ciocan  | Dinamo București       | DSQ     |

|   | Ciclist           | Echipa            | Timpul  |
| - | ----------------- | ----------------- | ------- |
| 1 | Bogdan Coman      | Mazicon București | 47:27,1 |
| 2 | Cristian Munteanu | Mazicon București | +1m 30s |
| 3 | Eduard Grosu      | Torpedo Zărnești  | +1m 49s |
| 4 | Lucian Voinea     | Bilal Constanța   | +3m 02s |
| 5 | Alexandru Stancu  | Dinamo București  | +3m 17s |
| 6 | Meike Petculescu  | Dinamo București  | +8m 48s |
| — | Nicolae Țintea    | Petrolul Ploiești | DSQ     |

## Ciclism fond
Izvorul Mureșului – Miercurea Ciuc – Izvorul Mureșului, 141 km
|    | Ciclist            | Echipa                 | Timpul   |
| -- | ------------------ | ---------------------- | -------- |
| 1  | Andrei Nechita     | Trevigiani             | 03:19:39 |
| 2  | Alexandru Ciocan   | Dinamo București       | +8s      |
| 3  | Marius Petrache    | Procycling Geiger Team | +14s     |
| 4  | Razvan Jugănaru    | Dinamo București       | +25s     |
| 5  | Tamas Csicsaky     | Dinamo București       | +25s     |
| 6  | Ștefan Morcov      | Mazicon București      | +25s     |
| 7  | Marian Frunzeanu   | Petrolul Ploiești      | +29s     |
| 8  | Lars Pria          | Rad Club ARBO          | +10m 38s |
| 9  | Mihail Rusu        | Dinamo București       | +10m 44s |
| 10 | Florin Saveliu     | Mazicon București      | +10m 44s |
| 11 | Filip Grigorescu   | Bilal Constanța        | +13m 29s |
| 12 | George Prisăcariu  | C.S.M. Brăila          | +13m 30s |
| 13 | Attila Madaras     | Intersport             | +13m 30s |
| —  | Cristian Doicescu  | Bilal Constanța        | DNF      |
| —  | Florin Leonte      | Olimpia                | DNF      |
| —  | Radu Buruian       | Mureșul                | DNF      |
| —  | Alexandru Crețescu | Dinamo București       | DNS      |

|    | Ciclist             | Echipa            | Timpul   |
| -- | ------------------- | ----------------- | -------- |
| 1  | Mihai Varabiev      | Dinamo București  | 03:19:50 |
| 2  | Bogdan Coman        | Mazicon București | +6s      |
| 3  | Lucian Voinea       | Bilal Constanța   | +18s     |
| 4  | Szabolcs Sebestyen  | Intersport        | +18s     |
| 5  | Alexandru Grădinaru | Hoppla Truck Mavo | +26s     |
| 6  | Eduard Grosu        | Torpedo Zănrești  | +33s     |
| 7  | Constantin Munteanu | Mazicon București | +6m 59s  |
| 8  | Cristian Tudorache  | Mazicon București | +10m 26s |
| 9  | Adrian Nițu         | Conpet            | +10m 39s |
| 10 | Alexandru Stancu    | Dinamo București  | +10m 40s |
| 11 | Nicolae Țintea      | Petrolul Ploiești | +12m 22s |
| 12 | Meike Petculescu    | Dinamo București  | +13m 29s |
| —  | Nandor Lazăr        | Intersport        | DNS      |